# Пойнт-Ґренвілл
47°18′15″ пн. ш. 124°16′43″ зх. д. / 47.30416667° пн. ш. 124.27861111° зх. д.

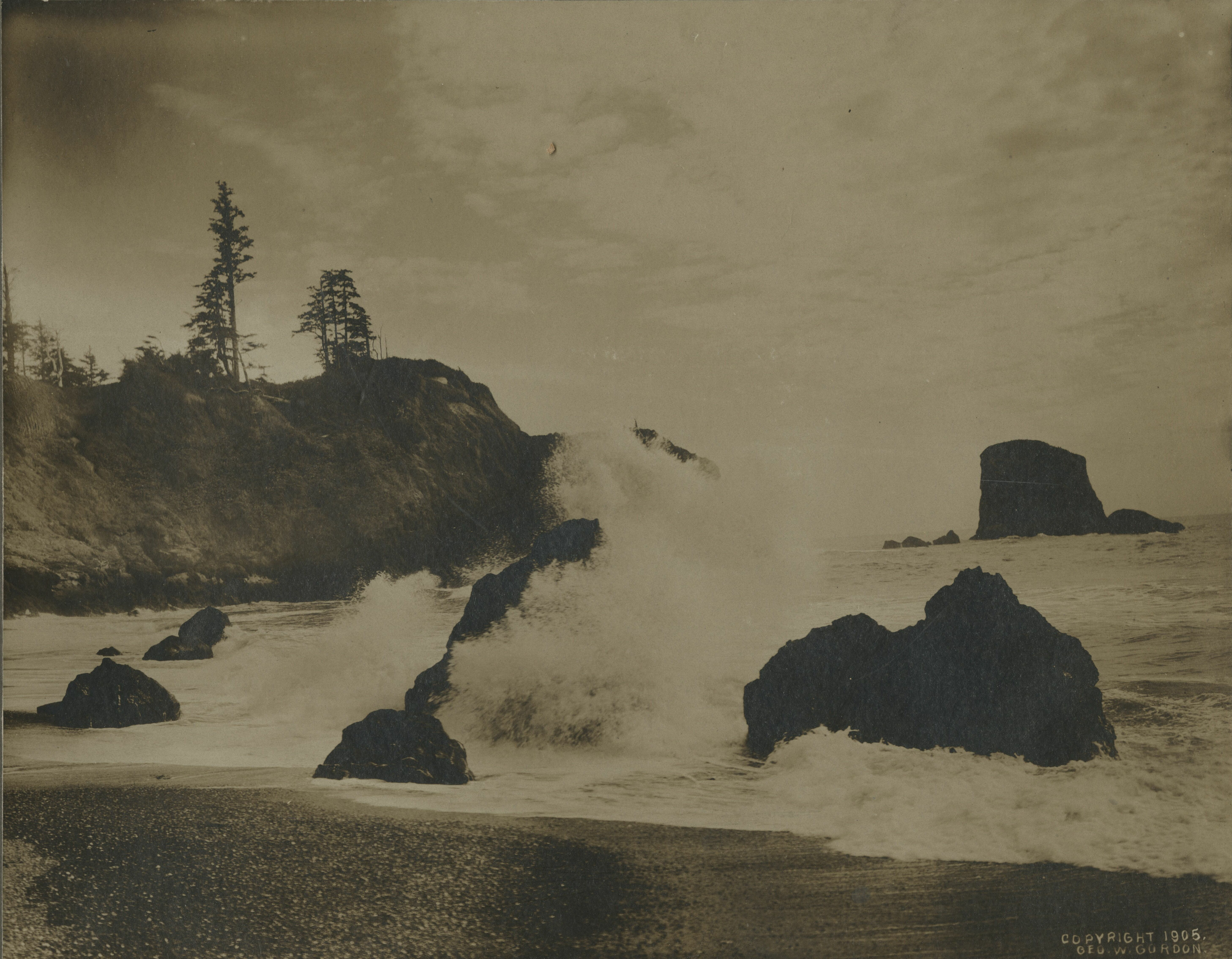
Пойнт-Ґренвілл, 1905 рік

Пойнт-Ґренвілл — мис у штаті Вашингтон. Спершу був названий Пунта-де-лос-Мартірес («Мис Мучеників») під час експедиції Бруно де Гесети у 1775 році як відгук на напад місцевих індіанців квіно. Це місце є священним для квіно і було вибране для проведення Paddle to Quinault у 2013 році. 

## Зовнішні посилання
- U.S. Geological Survey Geographic Names Information System: Point Grenville